# Вичугская всеобщая стачка
Вичугская всеобщая стачка (также Вичугский бунт) — выступления рабочих и забастовка на нескольких предприятиях, произошедшие 6—13 апреля 1932 года в Вичуге Ивановской промышленной области, вызванные недовольством рабочих резким снижением карточных норм на хлеб в ходе коллективизации и индустриализации в СССР. 
События, начавшись как «стачка», сопровождались порчей готовых продуктов, оборудования и материалов, осветительной системы и сигнализации, попыткой вывести из строя паросиловое хозяйство, избиением членов компартии и комсомольцев за отказ уйти с работы. Стачка переросла в «бунт», сопровождавшийся избиением руководящих работников, «голодным походом» на Иваново, а конкретно в Вичуге были разгромлены учреждения милиции и ОГПУ. Захватив здание горкома партии, ОГПУ и почту, забастовщики объявили о свержении советской власти. По официальным данным погиб 1 человек, несколько десятков ранены, в массовой забастовке участвовало больше 10 тыс. рабочих. 
Вичугская стачка закончилась экономическими уступками властей и увольнением местных руководителей. Сталин тогда назвал вичугские рабочие выступления «вторым Кронштадтом».
Одновременно со стачкой в Вичуге, в апреле в Ивановском промышленном районе прошли забастовки на ситцевой фабрике в Тейково (около 2 тыс. участников), Лежнево (около 2 тыс. участников), Пучеже (около 1 тыс. участников).